# 동정 마리아의 집

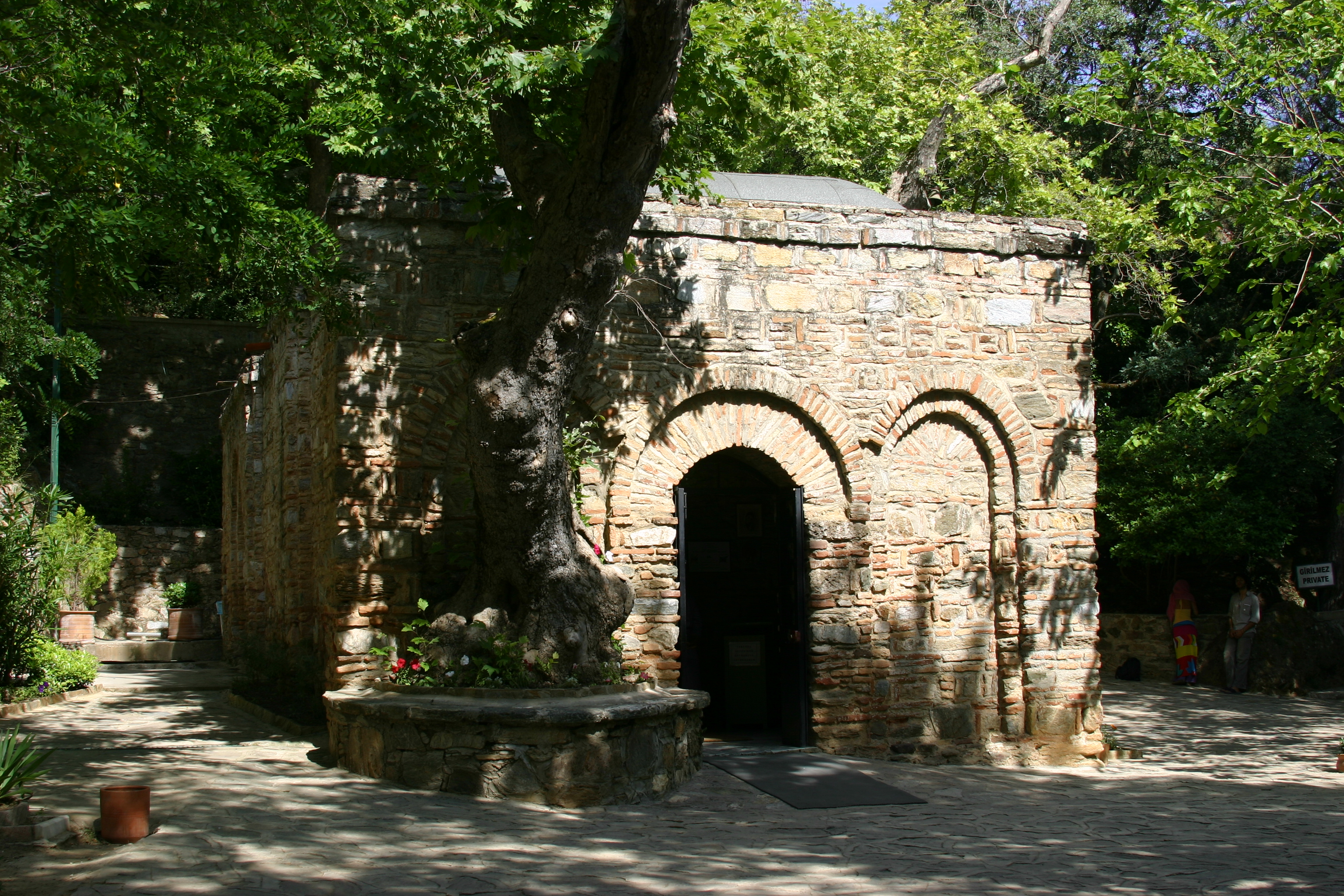
동정 마리아의 집 경당의 외관

동정 마리아의 집(튀르키예어: Meryemana, Meryem Ana Evi, 영어: House of the Virgin Mary)은 터키 셀주크에서 7킬로미터 떨어진 에페소 인근의 코레소스 산에 자리한 기독교와 이슬람교의 공동 순례지이다.
전해지는 바에 따르면, 이곳은 예수 그리스도의 어머니인 마리아가 선종하여 승천할 때까지 사도 성 요한과 함께 머물렀던 곳이라고 한다.

## 발견

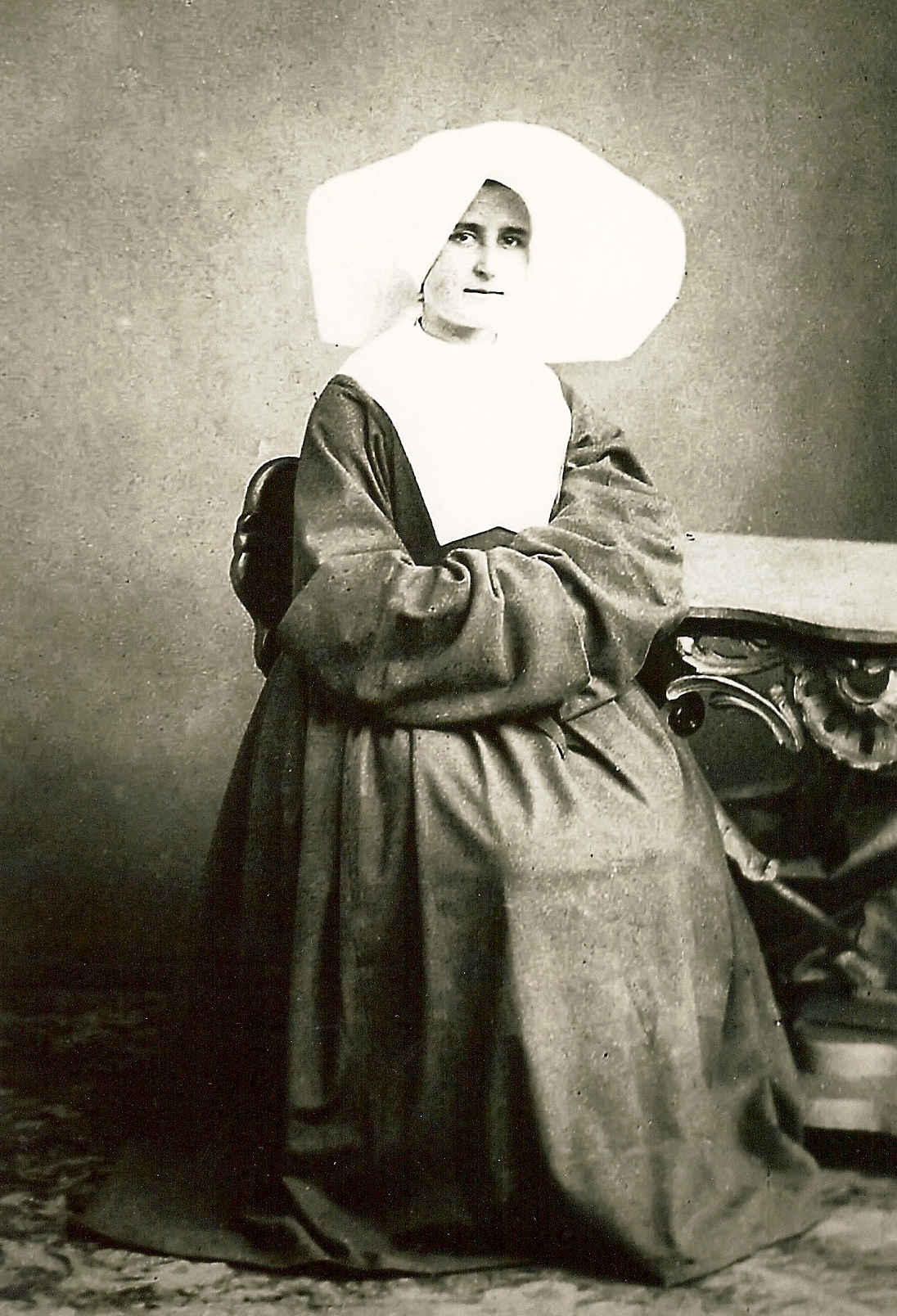
마리 드 망다 그랑시 수녀 (1837-1915)

1881년 10월 18일에 프랑스의 아베 줄리앙 꾸예 신부가 터키에서 에게해를 바라보는 산에 있는 작은 석조건물과 고대 에페소 유물을 발견했다. 아베 줄리앙 꾸예 신부는 그 건물이 클레멘스 브레타노의 저서에 기재된 독일 수녀 안나 가타리나 엠머릭(1774-1824)이 환시를 통해 본 성모 마리아가 지상에서의 남은 생을 보냈던 집의 형태와 놀랍게도 일치한다는 사실을 발견하였다. 그러나 발견 당시에는 별로 주목받지 못하였다.
10년 후, 프랑스의 마리 드 망다 그랑시 수녀에 의해 촉발되어 폴린 신부와 융 신부 등 두 명의 라자로회 선교사들이 1891년 7월 29일 꾸예 신부의 안내서를 보고 그 건물을 재발견하였다. 이들은 이제는 폐허가 되어 지붕도 없는 이 돌집이 오랫동안 그곳 주민들에게 거룩한 장소로 여겨지고 있다는 사실을 알아냈다. 그곳 주민들은 초대 교회 시절 에페소에 살던 그리스도인들의 후손들이었다. 그들은 이곳을 터키어로 ‘동정녀의 문간(Panaya Kapulu)’이라고 불렀다. 매년마다 그리스도인들은 성모 승천을 기념하는 8월 15일에 이곳을 성지 참배를 하여왔다.
마리 드 망다 그랑시 수녀는 이곳 마리아의 집에 조그마한 가톨릭 성당을 하나 세웠다. 그녀는 1891년부터 1915년 선종할 때까지 마리아의 집과 그 주변을 매입해서 복구 및 보존하는 일에 매진하였다. 동정 마리아의 집 발견은 12세기부터 이야기된 동정 마리아의 에페소 선종 전승의 신빙성을 한층 높여주었다. 현재 동정 마리아가 선종한 장소에 대해 에페소 선종 전승과 예루살렘 선종 전승(마리아의 무덤 참조)이 우위를 다투고 있다. 1896년 교황 레오 13세와 1961년 교황 요한 23세는 예루살렘에 있는 성모 마리아가 선종한 장소로 전해지는 성당(마리아의 무덤)에 대한 전대사 부여를 철폐하는 일련의 행동을 취하였으며, 대신에 에페소에 있는 동정 마리아의 집에 순례 성지로서의 권리를 부여하였다.

## 유적

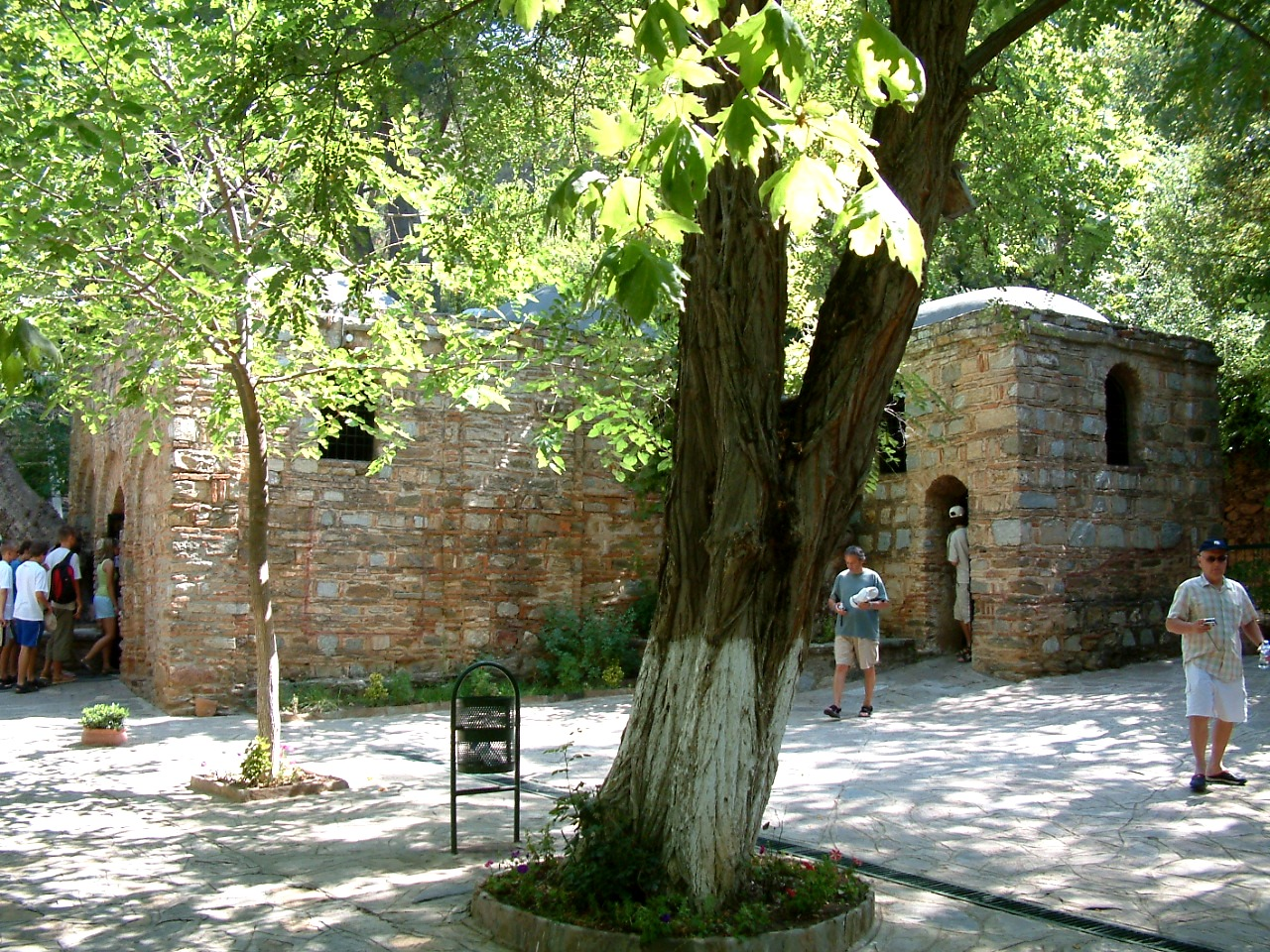
경당. 붉은색 줄로 원래 남아있던 부분과 나중에 복원된 부분이 구분할 수 있다.

마리아의 집에서 복원된 부분은 원래 남아있던 부분과 구분하기 위해 붉은색 줄로 칠해 놓았다.
사실 성모 마리아가 선종한 장소는 예루살렘이었을 것이라고 보는 것이 교부들 사이에 보편적으로 퍼져있던 시각이었던 반면, 성모 마리아가 에페소에서 선종했을 것이라는 이야기는 12세기에 들어서야 비로소 대두되었다. 이러한 이유로 일각에서는 성모 마리아가 에페소에서 선종했다는 전승과 에페소에 있는 성모 마리아의 집 유적에 대해 의심을 품고 있다. 이에 대해 옹호자들은 성모 마리아가 에페소에 선종했다는 주장의 근거를 마리아 성당, 즉 에페소에 세워진 세계 최초로 성모 마리아에게 봉헌된 성당을 제시하고 있다.
가톨릭교회는 증거가 부족하기 때문에 에페소의 돌집이 참으로 성모 마리아의 집이라는 선언을 내리지 못했다. 그러나 1896년 교황 레오 13세로부터 성지로 인정받아 강복받으면서 에페소에 있는 마리아의 집에 대한 가톨릭교회의 태도도 긍정적으로 바뀌기 시작하였다. 1951년 교황 비오 12세는 1950년 성모 승천을 믿을 교리로 선포하면서 에페소에 있는 동정 마리아의 집을 성지로 지위를 격상시켰으며, 이러한 지위와 특권은 나중에 교황 요한 23세에 의해 공고히 되었다. 마리아의 집은 그리스도교인들 뿐만 아니라 이슬람교도들에게도 중요한 성지로 각광받고 있다.

## 교황들의 공식 방문
교황 바오로 6세는 1967년 7월 26일 동정 마리아의 집을 방문함으로써 비공식적으로나마 성지로서의 정통성을 확인시켜 주었다. 1979년 11월 30일에는 교황 요한 바오로 2세가 방문하였다. 2006년 11월 29일 교황 베네딕토 16세는 터키 순방 중에 4일째 되는 날에 에페소를 찾아가 동정 마리아의 집을 방문하여 미사를 집전하였다.

## 같이 보기
- 마리아의 무덤
- 성모 승천